# Ельвуд Гейнс
Ельвуд Гейнс (14 жовтня 1857 року-13 квітня 1925 року) — американський винахідник, металург, автомобільний піонер.

## Досягнення
У 1912 році він разом із англійцем Гаррі Брірлі винайшов металевий сплав- стелліт і спільно відкрив мартенситну нержавіючу сталь та спроєктував один з найперших автомобілів, виготовлених у США. Його визнають за створення дизайну, який був використаний для масового виробництва. Разом з братами Апперсон він створив першу компанію в США, яка виробляла автомобілі. 
На початку своєї кар'єри Ельвуд Гейнс винайшов кілька пристроїв, важливих для прогресу галузі природного газу. Працюючи в Індіанській компанії з природного газу та нафти, він керував будівництвом першого міжміського трубопроводу природного газу в Сполучених Штатах, що з'єднував Чикаго з газовим родовищем Трентон. Він почав формувати плани щодо моторизованого автомобіля на початку 1890-х, успішно випробував свою першу машину Піонер 4 липня 1894 р. - через вісім років після патентування першого автомобіля в Німеччині. У 1896 році він створив партнерство з Елмером та Едгаром Апперсонами, щоб розпочати Хейнс-Апперсон для комерційного виробництва автомобілів. У 1905 році він перейменував у Гейнську автомобільну компанію.  
Гейнс працював у  лабораторії над розробкою нових антикорозійних металів для автозапчастин і  виявив, що змішування вольфраму з хромом, сталлю та залізом призвело до утворення міцних та легких сплавів, які не пропускали корозію і могли переносити високі температури. У 1912 році він  отримав вигідні контракти. Під час Першої світової війни це зробло Гейнса мільйонером у 1916 році. Він продав свій патент на нержавіючу сталь американській компанії з нержавіючої сталі в обмін на достатню кількість акцій, щоб отримати місце в раді директорів компанії. У 1920 році він об’єднав компанію Haynes Stellite з Union Carbide. Після проходження через різних власників компанія була перейменована і тепер називається Haynes International. Але в економічний спад 1920-х років бізнес збанкрутував і був ліквідований.
Ельвуд Гейнс зробив значні пожертви лідеру Індіани Френку Хенлі. Він став меценатом і прослужив два терміни президентом YMCA, п'ять років працював в Індіанській освітній раді, і був активним членом пресвітеріанської церкви. Після його смерті від ускладнень, спричинених грипом, його особняк Кокомо був перетворений в музей Ельвуда Гейнса і відкритий для відвідувачів. Там виставлено багато його оригінальних винаходів та автомобілів.

## Біографія
Хейнс народився 14 жовтня 1857 року в Портленді, штат Індіана в багатодітній родині Джейкоба М. Гейнса та Хілінди С. Гейнс. Він був нащадком дев'ятого покоління Вальтера Гейнса, який іммігрував з  Англії, в Садбері, штат Массачусетс, у 1638 році. Його батько був шкільним комісаром округу Джей, адвокатом, політиком вігів та суддею загального суду про визнання винних справ округу Джей та Рендолф .  Батьки Гейнса були відданими пресвітеріанцями і виховували своїх дітей з юних років, щоб уникати алкоголю. Його мати була засновницею місцевого Союзу жіночого руху за стриманість.  Його дідусь по батьківській лінії Генрі Хейнс був зброярем і механіком, навчав Хейнса з металургії .  У 1866 році сім'я переїхала в Портленд у сільську місцевість, де придбала більший будинок, щоб краще розмістити зростаючу кількість дітей.  
У 12 років Гейнс побудував свій перший автомобіль із брухту залізничних вагонів та експлуатував його на залізничних коліях графства. Місцевий залізничний майстер не схвалив, а згодом вилучив транспортний засіб та знищив його.   У дитинстві Гейнс цікавився хімією та металургією, і коли йому було 15 років, він побудував плавильну піч і почав працювати з міддю, бронзою та залізом .  Гейнс також цікавився природою і витрачав значний час на каталогізацію лісів та спостереження за рослинами, комахами та тваринами. За це його сім'я прозвала його "Вуд", прізвисько, яке вони використовували протягом більшої частини його життя.  З віком він став завзятим читачем книг, зокрема " Принципів природної філософії та хімії " Вільяма Уеллса.  Його ранні експерименти та дослідження зацікавили фундаментальними властивостями речовини, і він був заінтригований тим, як змішування сполук може створити абсолютно різні сплави.  

### Освіта

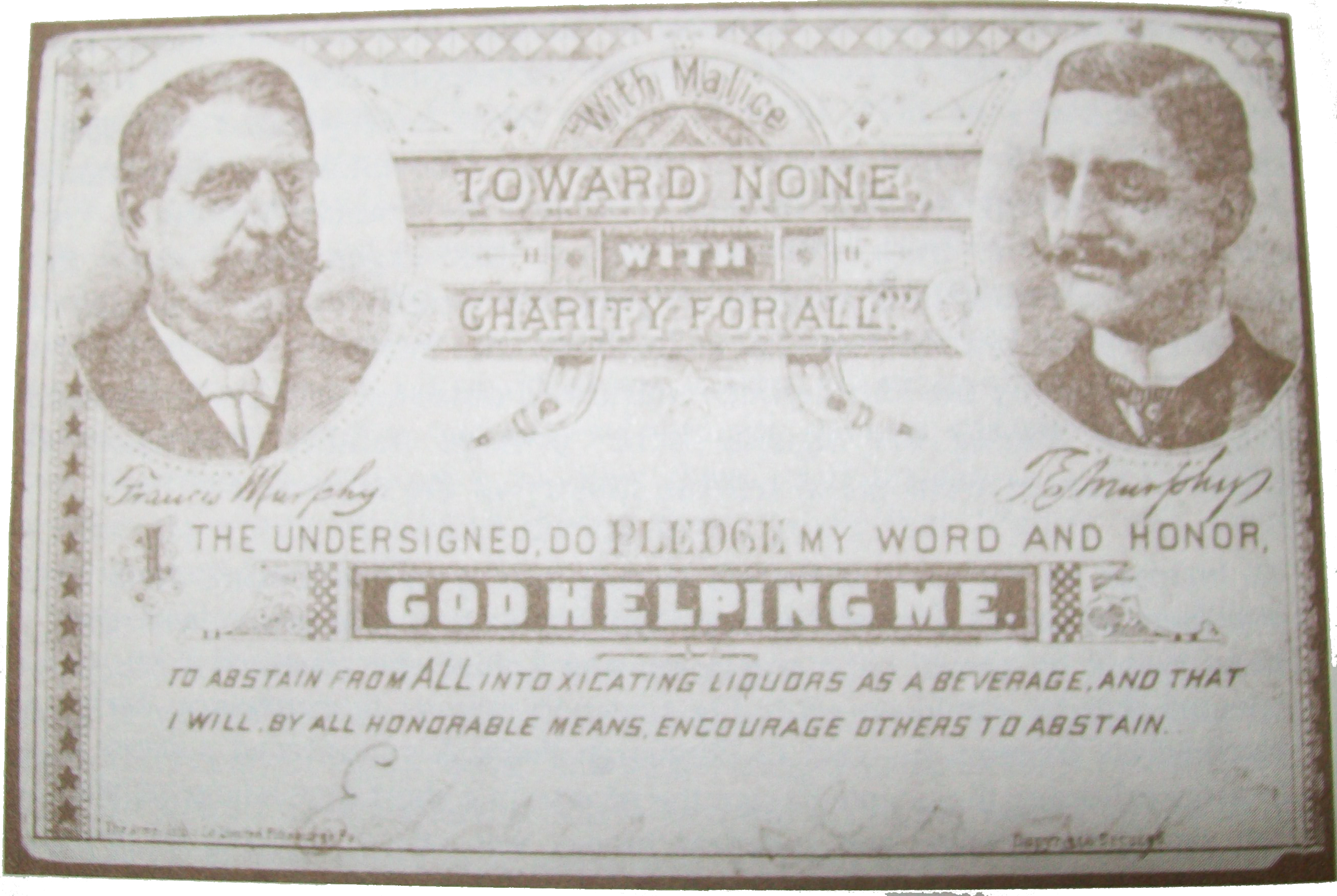
Картка запоруки Френсіса Мерфі Хейнса

Гейнс відвідував державні школи і отримав базову освіту. Батьки часто критикували його за відсутність амбіцій; вони наполягали на тому, щоб він шукав роботу. Почав з роботи хранителем у місцевій церкві, а пізніше на залізниці, перевозивши баласт на будівельні майданчики. У церкві він приєднався до хору, де зустрів Берту Лантерман. Коли в 1876 році була відкрита перша державна середня школа Портленда, Гейнс повернувся до школи у 19 років і закінчив ще два роки.  Берта та її сім'я переїхали до Алабами навесні 1877 р., І Хейнс розпочав з нею регулярне листування. Влітку того ж року в Індіані відбувся ряд зустрічей з відродження Френсісом Мерфі, лідером національної організації стриманості, відомої як Рух Мерфі.  
Батько Гейнса відвідував виставку Столітньої філадельфії у 1876 році, де він дізнався про школу, яка відповідала б інтересам його сина. Використовуючи гроші, які він заощадив, Гейнс у вересні 1878 р. Вступив до Вустерського технічного інституту в Вустері, штат Массачусетс   Школа була революційною для свого часу, поєднуючи технічну підготовку з класичною гуманітарною освітою. Хоча він легко склав важкий вступний іспит, він виявив, що був погано підготовлений до деяких своїх курсів коледжу, і труднощі були з математикою. Він працював охоронцем та нічним вартовим у місцевій публічній бібліотеці. Вльний час використовував для читання книг та навчання. Протягом останнього курсу в школі, ціни на інтернати були збільшені понад те, що Хейнс міг собі дозволити, тому, не маючи іншого вибору, він прожив у бібліотеці кілька місяців.  

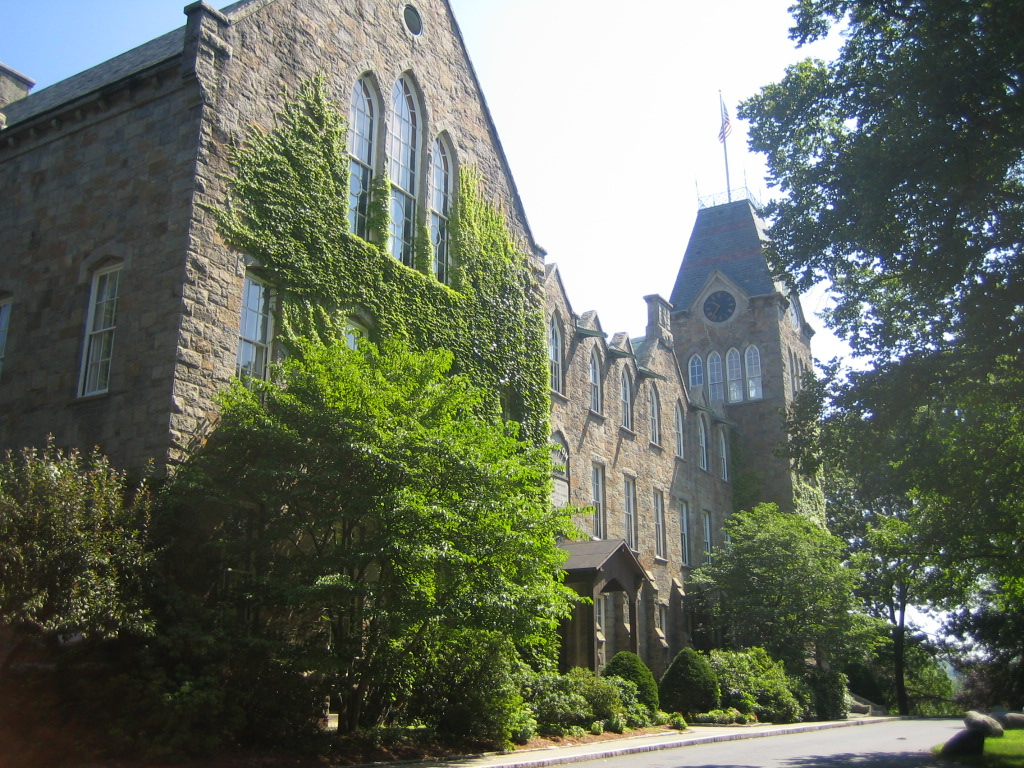
Бойнтон-Холл у Вустерському технічному інституті

Старший за інших учнів у своєму класі, він часто виступав проти вживання алкоголю.  На останньому курсі він пройшов курси з металургії,  аналізу руди та брав участь у дослідницькому проєкті з розробки бритв. Його дипломна робота називалась "Вплив вольфраму на залізо та сталь". Він виклав основні принципи того, що згодом стане його двома найбільшими досягненнями. Гейнс провів багато годин у лабораторії інституту, працюючи з вольфрамом та іншими металами, до закінчення школи в 1881 році; він був чотирнадцятим із двадцяти одного випускника — двадцять не пройшли.  
Після повернення додому Гейнс влаштувався працювати викладачем у державній школі округу Джей.  Незабаром його дохід дозволив йому придбати будинок біля Портлендської середньої школи, де він працював, і був підвищений до директора в 1882 році. Того літа він здійснив тижневу поїздку, щоб відвідати Берту в Чаттанузі, штат Теннессі, де він захворів на застуду і провів більшу частину часу в ліжку.  Повернувшись з поїздки, він продовжував економити гроші, і в 1884 р. вступив до університету Джона Гопкінса в Балтіморі, штат Меріленд . Він обрав школу, оскільки у ній була одна з найсучасніших доступних лабораторій. Він читав курси хімії та біології та вивчав передові металургійні техніки.  Його мати померла в травні 1885 р., І він вирішив залишити університет, не закінчивши другий курс, оскільки він не працював, щоб здобути науковий ступінь, а лише відвідував курси інтересів. Повернувшись додому знову, він зайняв посаду в нещодавно створеній нормальній школі Східної Індіани та комерційному коледжі  і працював завідувачем хімічного факультету.   

### Газова стріла
Вперше природний газ був знайдений в штаті Індіана в 1876 р.,  Трентонське газове родовище було найбільшим родовищем природного газу, виявленим у 19 столітті, та першим гігантським запасом нафти, виявленим у США.  Будучи професором університету, Гейнс пропонував свої послуги бурильникам і працював над аналізом зразків ґрунту, визначенням тиску в свердловині та оцінкою кількості енергії. Він прочитав кілька лекцій великим натовпам про важливість відкриття газу та багато можливих застосувань цього нового джерела палива. Батько Гейнса був призначений членом ради директорів нової компанії.  
Восени 1886 року правління найняло Гейнса на посаду начальника управління компанією та нагляду за створенням свердловин та трубопроводів. Компанія була однією з перших уТрентон-Філд, Гейнс винайшов кілька пристроїв, які стали важливими для успіху галузі. Одним з перших його винаходів був пристрій, здатний вимірювати кількість газу, що перекачується із свердловин.   Репутація Гейнса як лідера галузі виросла з його діяльності в Портленді, і демократ Кокомо назвав його "єдиною безпомилковою владою щодо природного газу в східній частині Індіани" в статті 1889 року. 
Гейнс одружився з Бертою Лантерман у жовтні 1887 року після десятирічних стосунків. Церемонія відбулася в будинку її батьків у Портленді. Їхня перша дитина, Марі, народилася 28 січня 1889 р., але незабаром вона  померла, коли їй було шість місяців. Їхня друга дитина, син 1890 року народження, також помер у дитинстві. Смерть засмутила сім'ю і змусила їх більше звернутися до  релігії. Гейнс дедалі активніше діяв у пресвітеріанській церкві і став старостою. Згодом у них народилося ще двоє дітей, які були продовжувачами його справи.
Основний трубопровід був прокладений між Портлендом та сусіднім містом протягом 1889 року. Гейнс керував будівництвом. Під час своїх численних поїздок на баггі між двома містами він вперше задумав нову форму моторизованого транспорту. Його думки на цю тему спонукала його потреба регулярно міняти коней через їхню нездатність витримувати великі відстані та піщані дороги, якими він часто їздив. Він висунув теорію, що моторизований транспортний засіб буде більш економічним, ніж перевезення коней та баггі, і потенційно може рухатися з більш високою швидкістю.   
Компанія з природного газу та нафти штату Індіана, штаб-квартира якої розташована в Чикаго, найняла Гейнса на посаду начальника своєї роботи в 1890 році після того, як рада директорів компанії "виявила, що Елвуд Гейнс знав про природний газ більше, ніж хто-небудь у штаті".  Він із дружиною переїхав до Грінтауну, де він керував будівництвом перших насосних свердловин компанії. Компанія планувала побудувати лінію природного газу від Східної Індіани до Чикаго на відстані понад 150 миль (240 км), що було б першим далеким газопроводом природного газу, побудованим у США. Гейнс керував етапами проектування та будівництва проекту.  Гейнс вирішив створити холодильний пристрій, який би призвів до того, що волога (яка була розведеною формою бензину ) конденсувалася, замерзала і потрапляла у водойму. Ці пристрої були встановлені між магістральними магістралями та насосними станціями та ефективно відводили всю вологу з природного газу до того, як він закачався в трубопроводи.   Це запобігло накопиченню води в трубах і дозволило використовувати труби цілий рік. Концепція стала значним прогресом у технології раннього охолодження та була подальшим розвитком у наступні роки. 

## Підприємства

### 1894 р. Перший автомобіль
Він продовжував розробляти свої плани до літа 1893 року, коли відвідав Всесвітню виставку в Чикаго, де вперше побачив  бензиновий двигун. Демонстрація нещодавно винайденого двигуна надихнула його на рішення, що двигун внутрішнього згоряння буде найпрактичнішим для руху його автомобіля.   Європейський автомобіль на бензині, побудований німецьким винахідником Карлом Бенцем (який запатентував перший автомобіль у 1886 році), також був виставлений під час ярмарку, хоча невідомо, чи Гейнс його бачив.
Гейнс прикріпив пристрій до карети, яку він побудував на кухні. Запустивши двигун, він виявив, що його вібрації були занадто сильними для того ремінця, в якому він знаходився, і перш ніж він зміг зупинити двигун, він завдав значної шкоди кареті та підлозі  кухні, і наповнив кімнату димом.  
Гейнс вирішив, що йому потрібен інший заклад, щоб продовжити експерименти, після того як дружина сказала йому, що не буде перешкоджати його руйнуванню сімейної кухні.  Він зв’язався з Елмером Апперсоном, оператором Ріверсайдського машинобудівного заводу, і домовився використовувати приміщення у своєму цеху для подальшого розвитку. Він погодився працювати на своєму транспортному засобі лише в неробочий час, платити 40 центів за годину за допомогу Елмера та його брата Едгара, і не притягувати їх до відповідальності, якщо його проект не вдасться. Він почав будувати нову карету, цього разу з важчим сталевим джгутом.  Він описав зовнішній вигляд автомобіля як "невелику вантажівку".  Колісні осі також були виготовлені зі сталі, а вся передня вісь була сконструйована для повороту. Центральна колона була побудована із сталі та прокладена поперек осей таким чином, щоб вона могла рухатися у всіх напрямках у невеликому радіусі, щоб забезпечити будь-які різкі рухи двигуном або транспортним засобом.  

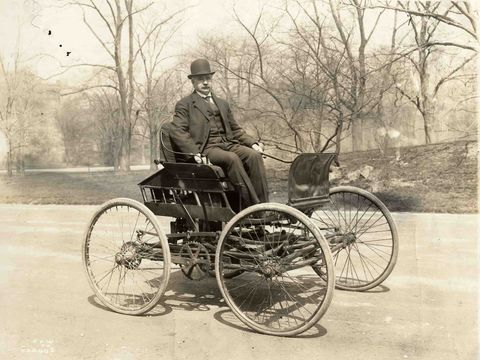
Елвуд Хейнс їде на своєму першому автомобілі, " Піонер" 1894 р., Зроблено фото 1910 рік

Оскільки тяга гумових шин була невідома, Гейнс пройшов серію випробувань на велосипеді на твердих дорогах. Він використовував універсал, побудований на вагу свого автомобіля, і коня, щоб тягнути пристрій, який змусив колеса повертатися, забезпечуючи тим самим тягу. Завдяки цьому він зміг визначити співвідношення ваги до розмірів передач, необхідних для того, щоб шини могли забезпечити достатню тягу для руху. Після добудови його автомобіль важив близько 370 кг.
Він назвав свою машину піонером, і перше випробування здійснив   4 липня 1894 року. Брати Апперсон повідомили городян Кокомо про тест-драйв і натовп, який зібрався, щоб стати свідком події. Хейнс був занепокоєний тим, що його транспортний засіб може поранити когось із натовпу, тому він пригнав транспортний засіб конем подалі від натовпу. Гейнс був за кермом, а Елмер Апперсон їхав як пасажир зі швидкістю  11 км / год. Він подорожував 2.4 км, а потім зупинив транспортний засіб, щоб вручну розвернути його за допомогою Елмера. Він проїхав його ще на кілька миль назад до міста, не зупиняючись. Подорож переконала його, що транспортний засіб може стати цінним підприємством, хоча він був розчарований в управлінні транспортним засобом і вирішив, що йому потрібно вдосконалити систему рульового управління та знайти спосіб відвернути вихлопний дим.
Автомобіль Гейнса є другим транспортним засобом з бензиновим двигуном, успішно випробуваним на дорогах у Сполучених Штатах, згідно з інформацією виставки в Смітсонівському інституті .     Компанія Sintz  бути заінтригована використанням мотора Хейнсом і відправила представників сфотографувати його транспортний засіб та опублікувала зображення як рекламу для одного з можливих застосувань їх двигуна. Реклама стимулювала створення численних інших автомобілів на американському Середньому Заході . 
Гейнс продовжував їздити на своєму автомобілі, він доповнював транспортний засіб, і сконструював Pioneer II в 1895 році. Він побудував нову машину з наміром керувати нею в гонці Чикаго Таймс-Геральд 1895 року, першій автомобільній гонці в США. Незважаючи на те, що в гонці брали участь понад сімдесят п'ять автомобілів, більшість їх власників не прийшли  вчасно для участі в змаганнях, тому з'явилися лише три машини та шість ранніх мотоциклів.  Під час їзди на перегони Гейнс зіткнувся з чиказьким поліцейським, який наполягав на тому, що Гейнс не мав права керувати своїм транспортним засобом на дорогах загального користування, що змусило його реквізувати коня, щоб тягнути машину до кінця шляху. Подібні випадки трапились із заявками інших гонок, тому місто кілька днів по тому прийняло постанову, щоб усунути будь-яку неясність у законах та забезпечити рівний доступ автомобілів до міських вулиць, що дозволило провести перенесену гонку. На наступний день, проїжджаючи машиною  містом, Гейнс потрапив у, як вважають, першу автомобільну аварію, після того, як  пропустив  вуличну машину та вдарився різкому бордюру, зірвав  шину та пошкодив вісь.   Забіг відбувся 28 листопада, і на нього вийшли тисячі глядачів. Автомобіль Дурієя зайняв перше місце, а німецький бенц - другий. Був проведений ще один конкурс, в якому Гейнс отримав приз за найбільш інтуїтивний дизайн. 

### Гейнс-Апперсон
Гейнс продовжував вдосконалювати свій автомобільний дизайн, і наприкінці 1895 року розпочав свою роботу зі створення нового твердого сплаву для використання. Його наміром було виготовлення металу, стійкого до іржі. Він експериментував із використанням алюмінію і виявив, що при його використанні він значно пом'якшує шум, що створюється деталями двигуна. По мірі того, як його проекти прогресували, він вирішив створити партнерство з виробництва своїх автомобілів. Наприкінці 1894 р. Хейнс приєднався до Елмера та Едгара Апперсона для створення автомобільної компанії та того ж року розпочав виробництво автомобілів. Їх компанія визнана першою   автомобільною компанією в Сполучених Штатах, а другою компанією, яка випускає автомобілі комерційно.   Компанія Duryea Motor Wagon була створена роком раніше, але припинила свою діяльність, випустивши лише тринадцять автомобілів.  Гейнс вступив у суперечку з компанією Duryea з приводу реклами, яку проводив Гейнс-Апперсон, стверджуючи, що створив перший автомобіль.   "Перший автомобіль Америки" залишався девізом компанії до кінця свого існування. 
До 1896 року компанія випускала по одній новій машині кожні два-три тижні і будувала машини на замовлення за 2000 доларів. Зі збільшенням замовлень компанія офіційно зареєструвалась під назвою Haynes-Apperson 5 травня 1898 року, з капіталом в розмірі 25 000 доларів. Наприкінці цього року було розроблено дві нові моделі, а кількість робочої сили розросталась із збільшенням виробництва. Гейнс-Апперсон розміщував рекламу в районних газетах та демонстрував машини на окружних ярмарках та інших виставках. Попит на транспортні засоби швидко зріс із п'яти автомобілів, вироблених у 1898 році, до тридцяти в 1899 році, 192 у 1900 році та 240 у 1901 році 

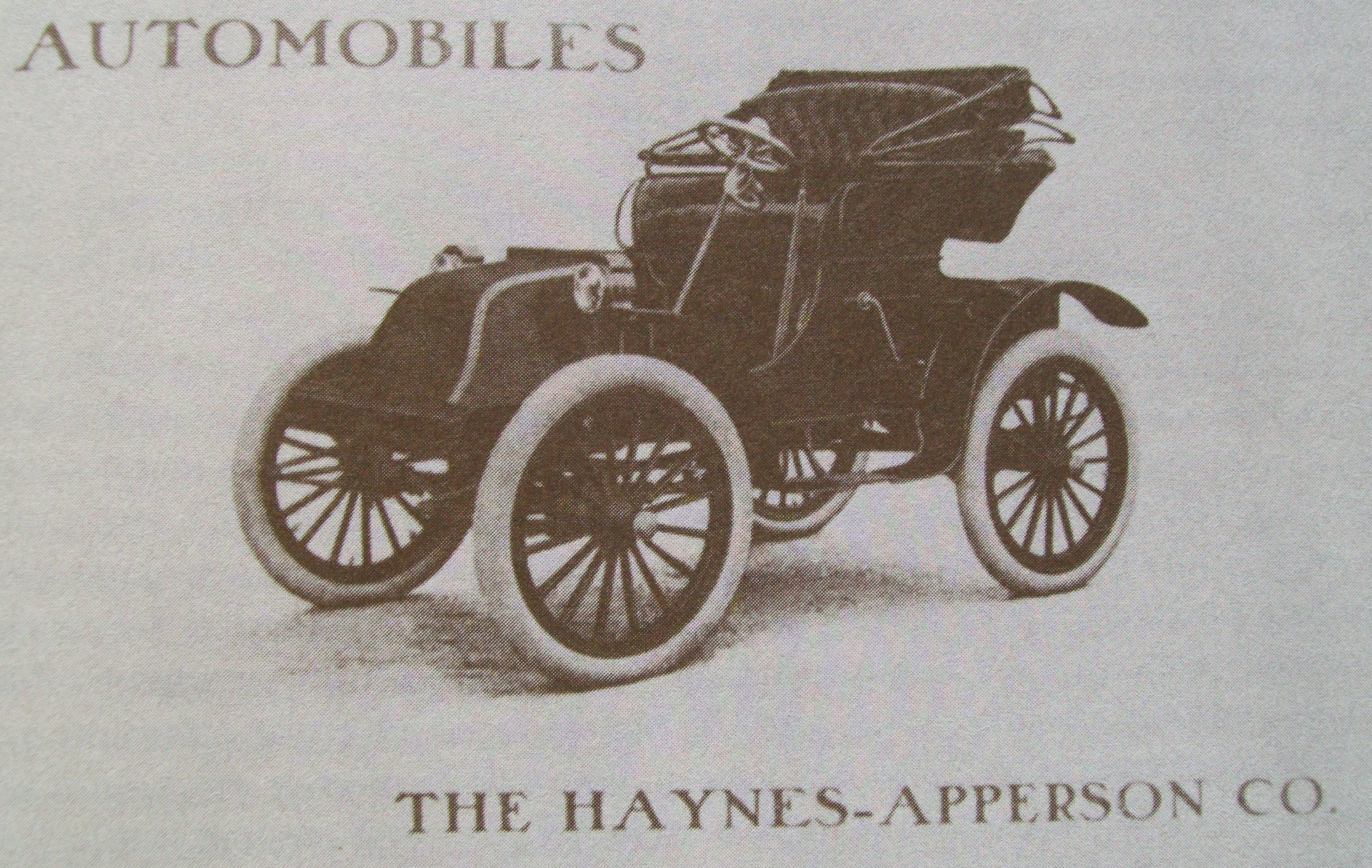
Реклама автомобіля Haynes-Apperson 1903 року

Автомобілі Haynes-Apperson були відомі своєю здатністю їздити на великі відстані. Автомобілі компанії регулярно змагались і вигравали призи в гонках на витривалість. Незабаром  машина могла підніматися на пагорби легше, ніж його конкуренти на ранніх перегонах.  Остання модель, розроблена під назвою Haynes-Apperson, мала три швидкості і могла досягати 24 миль на годину на пневматичних шинах.  У 1901 році автомобіль  представлений у першій безперервній гонці на витривалість Long Island. Автомобіль Haynes посів перше місце в гонці.
Ще однією подією, яка набула значного розголосу в компанії, став продаж автомобіля доктору Ешлі А. Вебберу в Нью-Йорку. Веббер відмовився купувати будь-яку машину, якщо продавець не зможе довести витривалість машини, загнавши її додому. Хейнс та Едгар Апперсон охоче погодились на попит і відвезли машину з Кокомо до Ньюберка додому Веббера, коли автомобіль вперше проїхав понад 1600 км. Поїздка зайняла більше місяця. Проїхавши кілька днів під дощем, вони вирішили встановити дах на майбутніх моделях. 
Гейнс хотів виробляти розкішні автомобілі, оскільки більша частина ранньої клієнтури компанії була заможною, тоді як Апперсони хотіли виробляти утилітарні машини, які могли б продаватися бізнесу.  Розбіжності змусили двох братів відійти від Гейнса і створити власну компанію в 1902 році. Втрата партнерів призвела до того, що Гейнс залишив свою посаду в штаті Індіана Газ, щоб приділити більше часу своєму зростаючому бізнесу.  Гейнс був найбільш зацікавлений у роботі над розробкою, і передав щоденне управління Віктору Мінічу в 1903 році. Гейнс витратив більшу частину своїх дослідницьких зусиль на розробку металів, намагаючись виявити більш легкі та міцні сплави для автомобільних деталей. Він також досліджував інші області і опублікував статтю 1906 року про домішки в бензині і рекомендував знизити вміст сірки в паливі для підвищення продуктивності двигуна. 

### Haynes Automobile Company
У 1905 році Гейнс-Апперсон був перейменований в Haynes Automobile Company, і Гейнс розпочав серію рекламних кампаній. Протягом 1908 року в Нью-Йорку було організовано парад з 2000 машин, і Гейнс, якого багато хто визнав винахідником американського автомобіля, вів парад по Бродвею, їдучи в " Піонер" .  За ним слідували десять автомобілів моделей кожного року, які демонстрували прогрес у технології. По дорозі на парад Хейнс не знав про нещодавно встановлені в місті закони про перевищення швидкості і був заарештований за занадто швидку їзду — в машині з максимальною швидкістю 17 км / год— і потрапили до в'язниці. Незабаром йому вдалося побачити магістрата, який звільнив його, дізнавшись, що він Елвуд Гейнс і прийшов керувати парадом.  Святкування було задумане як десятирічне вшанування винаходу автомобіля, хоча раніше автотранспортні засоби датувалися майже двадцятьма роками в Європі. Гейнс подарував " Піонер" уряду Сполучених Штатів в 1910 році, щоб розмістити його в Смітсонівському інституті, де він все ще виставляється в Національному музеї американської історії як другий найстаріший моторизований автомобіль у США. 

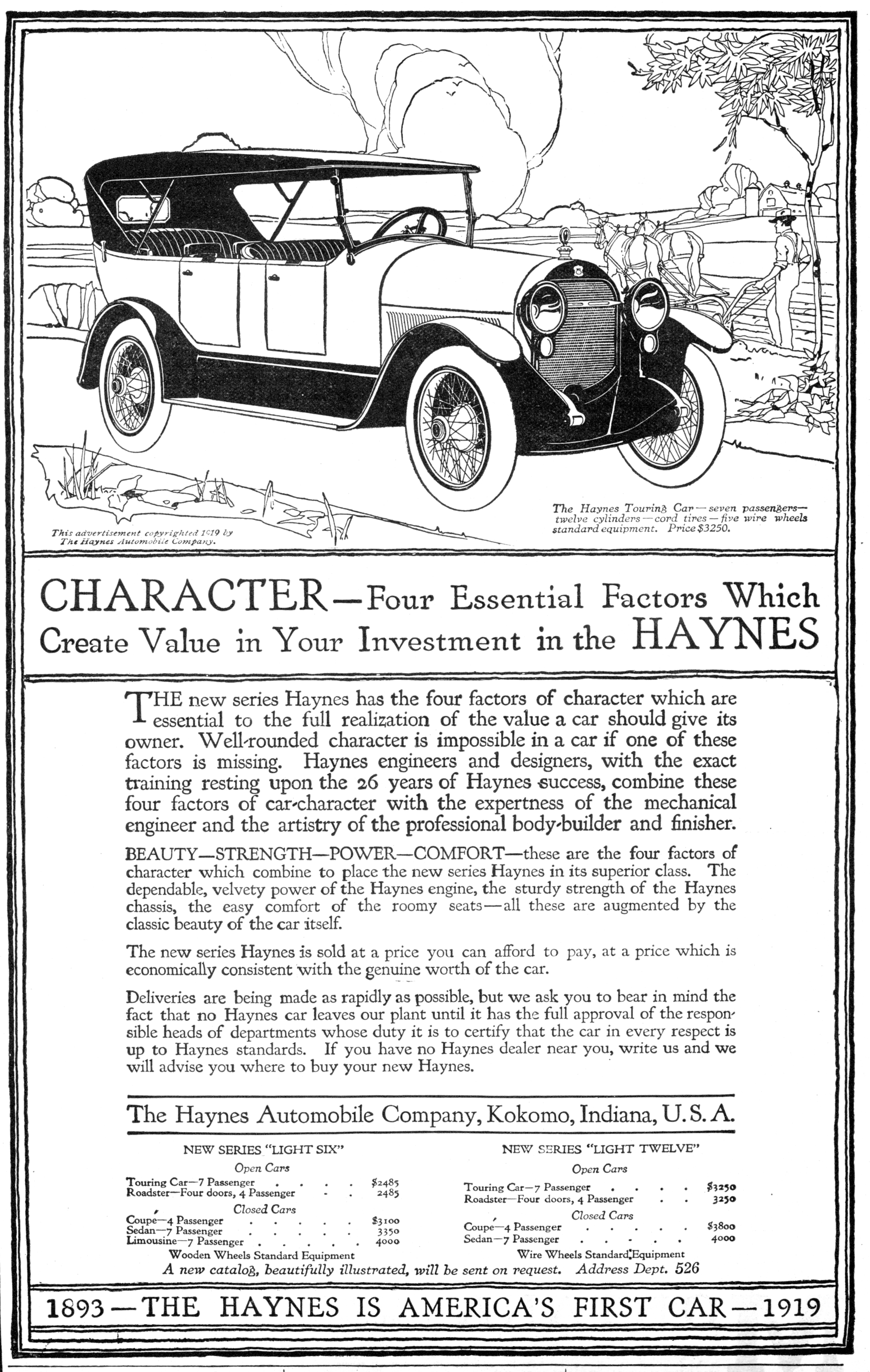
Реклама автомобільної компанії Haynes 1919 року

Модель L Гейнса була найпопулярнішим автомобілем.Тришвидкісний автомобіль міг їздити на 35 миль / год (58 км / год) і перевозити чотирьох пасажирів; компанія продала понад 4300 автомобілів. Гейнс значно розширив компанію в 1908 році, щоб забезпечити постійно зростаючі продажі.До 1909 року компанія випускала 650 автомобілів щорічно з моделями за ціною від 2500 до 5500 доларів. У 1910 році Haynes Auto стала першою компанією, яка виготовила автомобіль із дахом, вітровим склом, фарами та спідометром у стандартній комплектації кожного автомобіля, щоб продовжити свою мету - виготовити найкращі розкішні машини. 
Він фінансував створення християнської асоціації молодих чоловіків у Кокомо, де він та його син стали активними. Хейнс викладав уроки плавання, регулярно водив неблагополучних хлопців у кіно і купував їм вечері. Після кількох років активного членства на місцевому рівні, він був обраний президентом національної УМКА в 1919 році і відбув два однорічні терміни. Його основним завданням під час його перебування було запуск декількох успішних дисків для членства. У 1920 році він був призначений губернатором Джеймсом П. Гудрічем до Державного комітету освіти штату Індіана, де виступав за збільшення державного фінансування професійної освіти.  
Економіка США впала в рецесію на початку 1920-х років, а продажі автомобілів зменшились. У поєднанні із зростаючою конкуренцією компанія Haynes Automobile Company почала стикатися з проблемами боргу. Гейнс повинен був використати свої особисті заощадження, щоб врятувати компанію і погасити деякі непогашені рахунки. Запущено облігацію для збору $ 1 мільйони, щоб допомогти фінансувати компанію протягом періоду, але це   не дозволило зібрати достатньо грошей. Гейнс був основним покупцем облігацій. На відміну від інших великих автомобільних компаній, таких як Ford та General Motors, Haynes Auto не мав широко розповсюджених дилерських угод, які могли підтримувати їхні компанії у важкі часи; його компанія покладалася на замовлення замовника безпосередньо з заводу. Продажі Haynes Auto швидко почали зменшуватися,  Гейнс прагнув злиття з багатьма іншими автомобільними компаніями, включаючи Генрі Форда, але партнери не з'явилися, і Гейнс був змушений погодитися на ліквідацію в 1925 році. Він був притягнутий до персональної відповідальності за близько 95 000 доларів боргу компанії. 

### Смерть і спадщина
6 січня 1925 року Гейнс, брати Апперсон та інші автомобільні піонери були нагороджені золотими медалями Національної автомобільної торгової палати на автовиставці в Нью-Йорку за їхній внесок у розвиток галузі.  Повернувшись додому, він захворів на грип. У березні він попросив сина перейняти його ділові справи. Його стан постійно погіршувався. Він залишався у своєму домі, його відвідували його особистий лікар і медсестра, аж до смерті від застійної серцевої недостатності 13 квітня 1925 р.  Похорон Хейнса відбувся в Кокомо  на міському кладовищі Меморіального парку. 
Статок Хейнса значно зменшився з розпадом його автокомпанії. Він все ще тримав, за оцінками, 2,85 доларів мільйон, але майже всі його грошові заощадження зникли. Він був змушений позичати гроші, використовуючи майбутні дивіденди та роялті як заставу, залишаючи родині певні труднощі у пошуку коштів для утримання свого будинку.  Садиба Гейнса була залишена його дружині, яка продовжувала жити в родинному особняку до самої смерті від інсульту в серпні 1933 року.    У січні 1944 року на честь Хейнса було названо СС Елвуд Хейнс, корабель Свободи, побудований під час Другої світової війни .  
Гейнса пам’ятають як першопрохідця американського автомобіля та як творця першого автомобільного дизайну, життєздатного для масового виробництва.  Він також запам'ятався своєю розробкою нержавіючої сталі та стеліту - матеріалів, які сьогодні широко використовуються у всьому світі. Стелліт залишається важливим металом, оскільки його здатність витримувати високі температури зробила його складовою частиною американських космічних кораблів.   У липні 2015 року він був зарахований до 75-го класу Автомобільного залу слави в Детройті, штат Мічиган.  
Гейнс - дід Маргарет Хілліс, засновника та директора Чиказького симфонічного хору  та Елвуда Хілліса, восьмого члена конгресу, який представляв 5 округ штату Індіана. 